# تقليب العملة المعدنية
تقليب العملة المعدنية أو قذف العملة المعدنية أو رمي العملة المعدنية أو القرعة بالعملة المعدنية هو ممارسة رمي العملة في الهواء والتحقق من الوجه الذي يظهر عندما تقع على الأرض، من أجل الاختيار بين خيارين، تستخدم هذه الطريقة في بعض الأحيان لحل النزاع بين الطرفين. يعتبر شكل من أشكال الديمارية الذي له بطبيعته نتيجتان محتملتان.

## التاريخ
الأصل التاريخي لتقليب العملة هو تفسير لنتائج الصدفة كتعبير عن الإرادة الإلهية. 
عُرِّف الرومان بقطع النقود المعدنية باسم navia aut caput («السفينة أو الرأس»)، حيث كان لبعض القطع النقدية سفينة على جانب ورأس الإمبراطور على الجانب الآخر. في إنجلترا، يكون الوجهين صليب وكومة.

## معالجة
أثناء رمي العملة المعدنية، يتم إلقاء العملة المعدنية في الهواء بحيث يتم تدويرها من الحافة إلى الحافة عدة مرات. إما مسبقًا أو عندما تكون العملة في الهواء، فإن الطرف المعني يدعو «الرأس» أو «الذيل»، مما يشير إلى أي جانب من العملة التي يختارها الطرف. يتم تعيين الطرف الآخر على الجانب الآخر. يظن بعض الناس أن رمي العملة بقوة أو رفعها أعلى قد يغير النتيجة، لكن الفيزياء تثبت أن ذلك لا يؤثر تقريبًا، فالنتيجة تظل عشوائية.
من الممكن أن تهبط العملة المعدنية على جانبها، عادة عن طريق الهبوط ضد جسم ما (مثل الحذاء) أو الوقوع في الأرض. ومع ذلك، حتى على سطح مستو، فمن الممكن للعملة أن تهبط على الحافة. يشير النموذج الحسابي إلى أن فرصة هبوط العملة المعدنية على حافتها والبقاء فيها حوالي 1 من أصل 6000 لكل نيكل أمريكي. يمنع الزخم الزاوي عادةً معظم العملات من الهبوط على حوافها دون دعم إذا انقلبت. مثل هذه الحالات التي تسقط فيها عملة معدنية على أطرافها نادرة بشكل استثنائي وفي معظم الحالات يتم إعادة قلب العملة.
قد تكون العملة من أي نوع طالما أن لها وجهان متميزان؛ ليس من الضروري أن تكون عملة متداولة على هذا النحو. العملات الكبيرة تميل إلى أن تكون أكثر شعبية من العملات الصغيرة.

### ثلاثي
تقلبات العملة الثلاثية ممكنة أيضًا، من خلال عملية مختلفة - يمكن القيام بذلك إما لاختيار اثنين من كل ثلاثة أو لاختيار واحد من كل ثلاثة. لاختيار اثنين من أصل ثلاثة، يتم قلب ثلاث عملات معدنية، وإذا ظهرت قطعتان متشابهتان وأخرى مختلفة، فستخسر العملة المختلفة، تاركة لاعبين اثنين. أما لاختيار واحد من أصل ثلاثة، فستكون الطريقة بالعكس (صاحب العملة المختلفة هو الفائز).

## الاستخدام

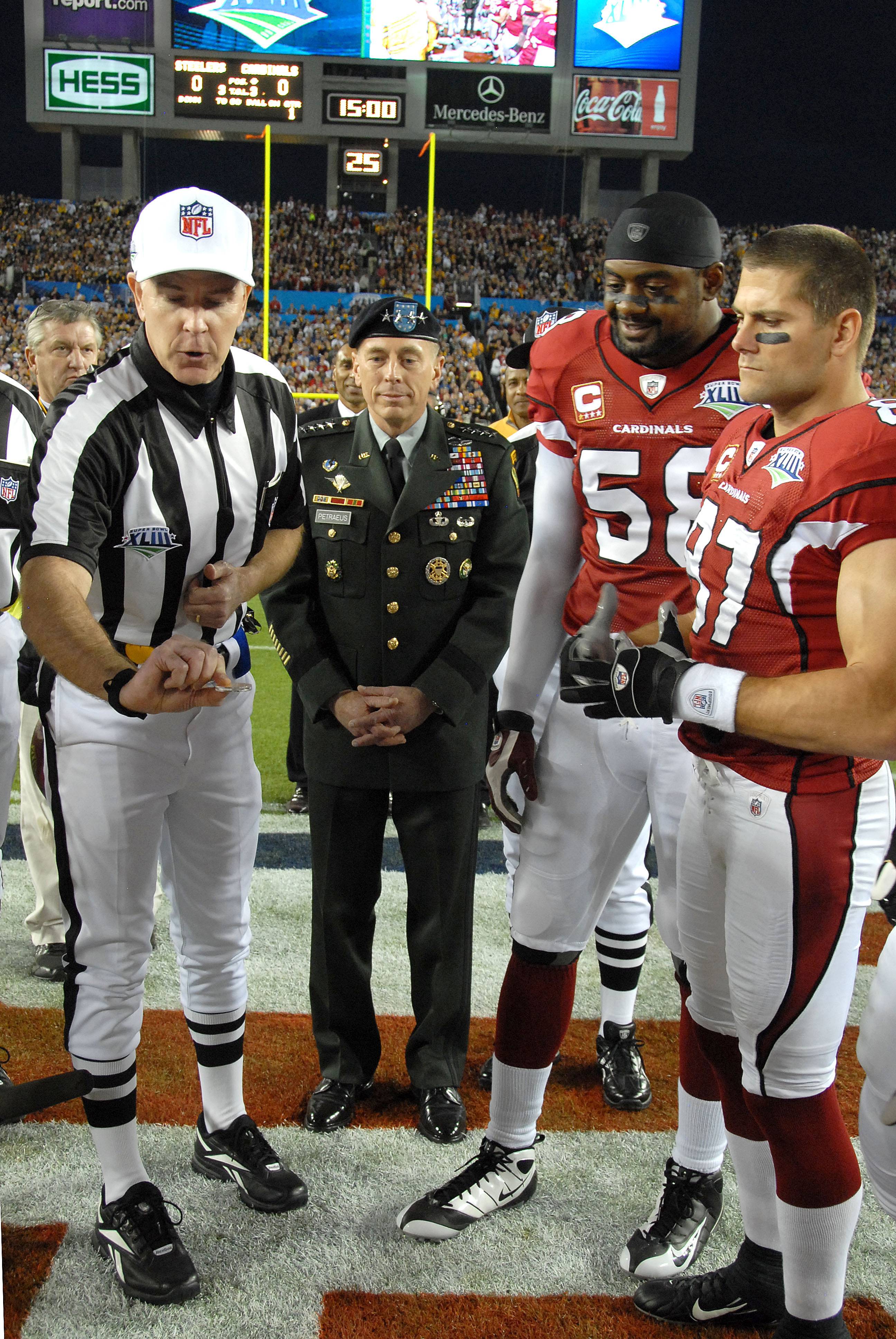
تقليب العملة المعدنية في كرة القدم الأمريكية.

يُعد رمي العملة المعدنية طريقة بسيطة وغير متحيزة لتسوية النزاع أو اتخاذ قرار بين خيارين تعسفيين أو أكثر. في التحليل النظري للعبة، فإنه يوفر احتمالات متساوية لكلا الطرفين المعنيين، مما يتطلب القليل من الجهد ومنع النزاع من التصعيد إلى صراع. يستخدم على نطاق واسع في الألعاب الرياضية وغيرها من الألعاب لتحديد العوامل التعسفية مثل الجانب الذي سيلعب منه الفريق، أو الجانب الذي سيهاجم أو يدافع في البداية؛ هذه القرارات قد تميل لصالح جانب واحد، أو قد تكون محايدة. عوامل مثل اتجاه الرياح، وموقع الشمس، وغيرها من الظروف قد تؤثر على القرار. غالبًا ما يكون القائد هو الذي يقوم بمسؤولية الاختيار في الألعاب الرياضية الجماعية، بينما يشرف الحكم عادةً على مثل هذه الإجراءات. 